# Registro (organo)

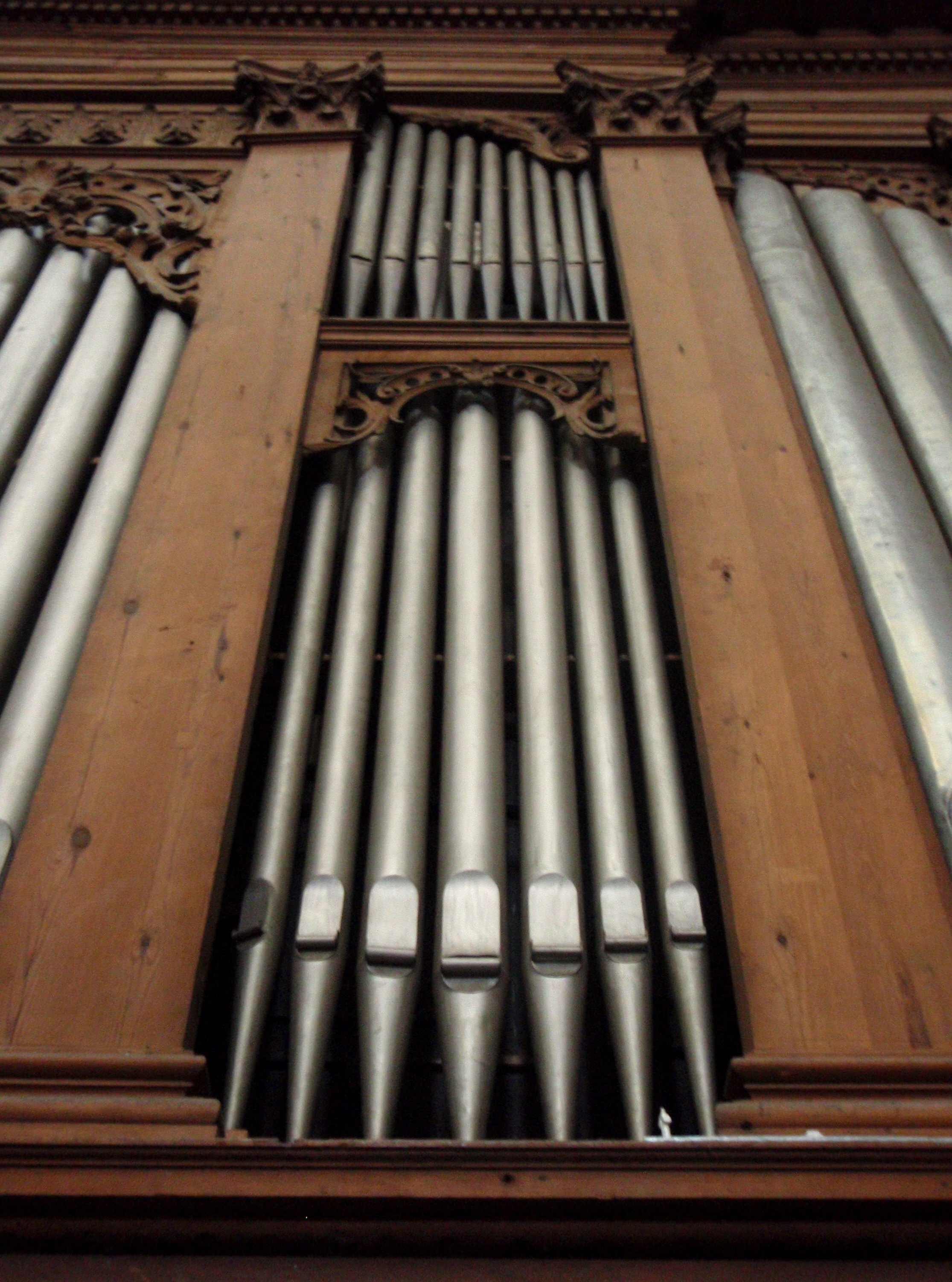
Dettaglio dell'organo della Cattedrale di Valladolid.

Un registro nell'organo è una serie di canne con lo stesso timbro, che possono essere inserite o disinserite unitariamente dall'organista. Nella maggior parte dei registri, ad ogni tasto della tastiera corrisponde una canna.
Per estensione, si chiamano registri tutti gli effetti sonori dell'organo azionabili nello stesso modo dei registri veri e propri. L'elenco dei registri e degli accessori appartenenti presenti in un organo, suddivisi in base alla tastiera (o pedaliera) a cui fanno riferimento, è detta disposizione fonica.
Per la stesura della disposizione fonica di uno strumento è possibile seguire due modalità: rispettare l'ordine dei comandi dei registri; ordinare i registri di ogni corpo dai più gravi ai più acuti.

## Funzione
Ad ogni tasto dell'organo sono accoppiate normalmente più canne che producono la stessa nota: ogni canna è diversa per altezza, larghezza, modo di generazione del suono, materiale ed altri elementi. Questa diversità fa sì che ogni canna (o gruppo di canne) produca un timbro diverso. Selezionando di volta in volta quale canna o combinazione di canne far suonare, l'organista può variare il timbro complessivo ed il volume del suo strumento. La scelta dei registri, detta registrazione, è una parte importante del processo artistico dell'organista e va fatta a seconda del carattere del brano che si sta eseguendo, dell'acustica, del contesto della manifestazione e delle caratteristiche dell'organo.
Quando non è attivato alcun registro, l'organo, premendo uno più tasti/pedali, non emette alcun suono eccetto il rumore delle catenacciature negli strumenti a trasmissione meccanica.

## Uso

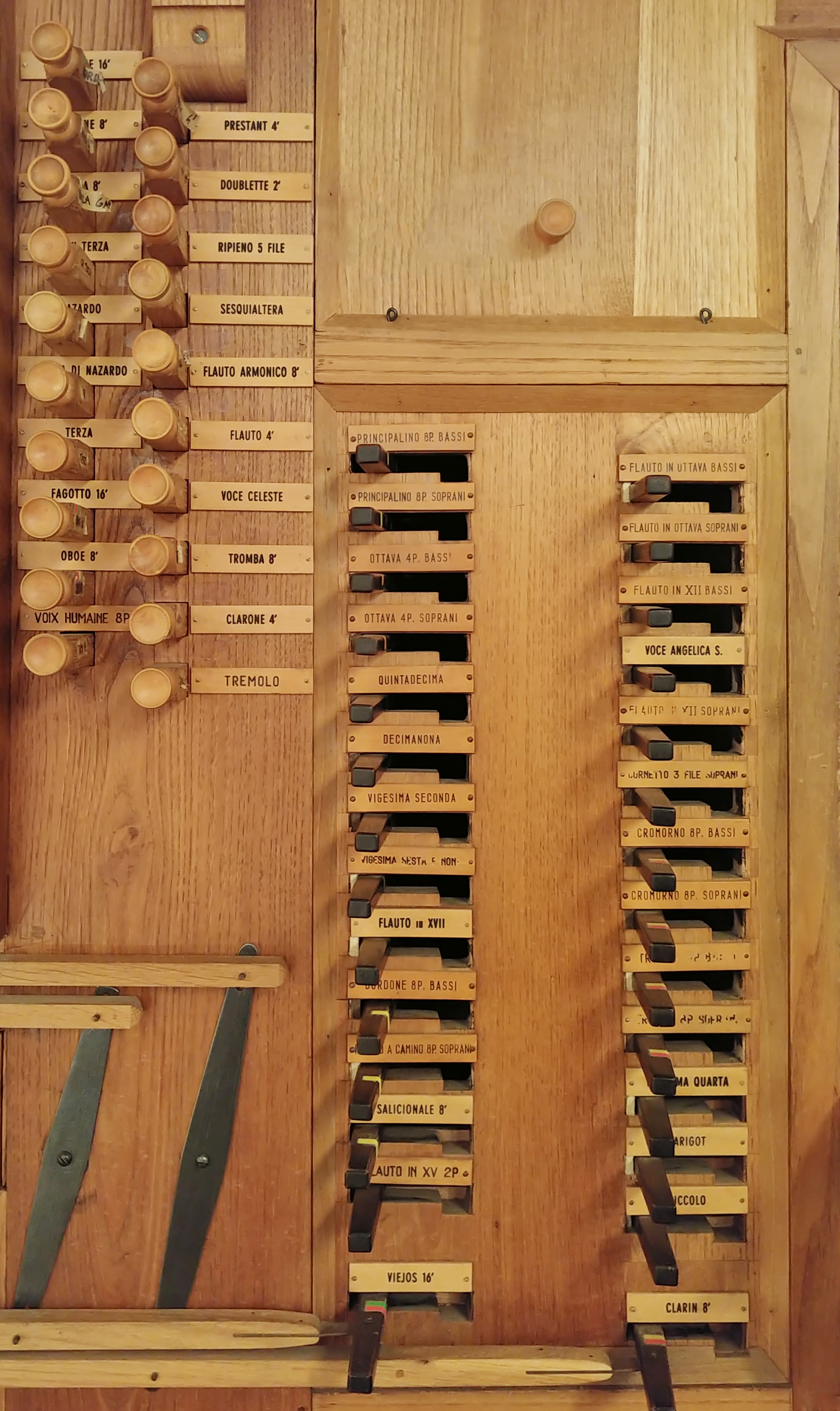
Comandi dei registri a pomello ad estrazione (a sinistra) e a manetta a scorrimento laterale (a destra) dell'organo Formentelli della chiesa di Santa Galla a Roma.

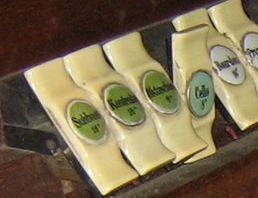
Esempio di comando con placchette a bilico.

I registri sono generalmente azionati dalla consolle dell'organista, attraverso appositi comandi meccanici (tiranti o manette ad incastro) o elettrici (placchette a bilico o pulsanti). Questi comandi possono essere disposti a lato della tastiera, sopra di essa, sotto i tasti o a portata di piede.
I pulsanti sotto la tastiera possono essere azionati col pollice, mentre i pulsanti a pedale permettono di continuare a suonare con le due mani. Negli altri casi è necessario staccare le mani dalla tastiera per azionare i pulsanti o tiranti: modificare il timbro dello strumento durante un brano diventa così più complesso. Tuttavia bisogna specificare che tale lavoro, almeno a livello professionale, è svolto da una seconda persona, il "registrante", preposto a coadiuvare l'organista nel cambio dei registri e, se l'organista sta eseguendo un brano scritto in partitura, il voltar pagina.
Generalmente negli organi trova posto una serie di comandi (detti "preset") che permettono di combinare automaticamente i registri senza doverne inserire o disinserire uno alla volta: l'organista, soprattutto in assenza di un registrante, può facilmente servirsi di queste funzionalità per azionare il cambio di registri.

## Considerazioni costruttive
I registri reali, ovvero le file di canne, vengono progettati e realizzati tenendo conto delle caratteristiche acustiche del locale e dell'uso prevalente dell'organo; spesso occorre anche trovare un compromesso con le risorse finanziarie del committente e con lo spazio fisico a disposizione. Gli organari hanno quindi progettato diversi escamotage per ottenere più timbri da poche file di canne. Per esempio organi piccoli, dotati di tre o quattro registri reali (cioè file di canne fisicamente presenti), possono offrire all'organista rispettivamente sette e quindici diverse combinazioni sonore: per sfruttare tutte queste possibilità, l'organaro progetta in genere più tiranti che registri reali, in modo da offrire all'organista molte combinazioni preimpostate. Al tirante etichettato "flauto" corrisponde una fila di canne (che ha un costo, un peso ed un ingombro propri); al tirante chiamato "mistura", apparentemente del tutto simile, non corrisponde nessuna fila propria, ma la semplice (e poco costosa) combinazione di altre file. Sugli organi moderni queste combinazioni sono spesso programmabili dall'organista.

## Registri particolari e accessori
Alcuni registri si distinguono dagli altri per uso o caratteristiche timbriche e costruttive. Alcuni erano già ampiamente in uso nell'antichità, altri sono stati realizzati solo in tempi recenti.

### Registri reali
Alcuni registri sono pensati per funzionare con un'alta pressione dell'aria, ottenendo un suono squillante ed un volume più alto. Furono ideati nel XIX secolo e vengono talvolta indicati col prefisso "Stentor-", in riferimento all'eroe greco Stentore che aveva la voce di 50 uomini. Il registro ad alta pressione dal suono più potente è il Grand Ophicleide dell'organo dell'Auditorium di Atlantic City, che funziona a 0.24 atmosfere (100" cioè 2540 mmH2O): quando attivato, produce uno squillo di tromba di volume impressionante, sei volte più potente del più forte fischio di una locomotiva.
Esistono i cosiddetti mezzi registri, dove le canne coprono solo una parte della tastiera: ad esempio, per la fila di canne "cornetta" o "flauto dolce" può essere sufficiente costruire quelle corrispondenti al registro medio-acuto, in quanto quelle gravi non produrrebbero risultati soddisfacenti e non verrebbero suonate. Ai nomi dei registri di questo tipo si pospone solitamente l'indicazione "bassi" qualora siano realizzate solo le canne del registro medio-basso, o "soprani" qualora invece ci siano solo le canne del registro medio-acuto (ad esempio: cornetto soprani).
Alla stessa logica costruttiva ed acustica sono dovuti i registri asimmetrici in cui una metà della tastiera ha una misura in piedi diversa, suonando quindi un'ottava sotto o sopra.
Alcuni registri non sono pensati per essere suonati singolarmente: producono infatti una nota diversa da quella premuta sulla tastiera, tipicamente un armonico superiore (ottava, dodicesima, doppia ottava). Servono quindi a modificare il timbro di un altro registro ed entrano tipicamente a far parte dei registri di mutazione.
Negli organi con un solo manuale si incontrano spesso registri divisi, che possono cioè essere inseriti solo in una metà della tastiera. Ad una fila di canne corrispondono in genere due tiranti per le due metà della tastiera. Le prime testimonianze storiche di questa pratica risalgono al XVI secolo. Con questo sistema, inserendo ad esempio un registro principale su tutta la tastiera ed un registro diviso di bombarda sulle note acute, si può dare risalto alla voce superiore senza bisogno di una seconda tastiera, creando con pochi mezzi tecnici un buon contrasto tra melodia ed accompagnamento.
Buona fortuna ha avuto anche il concetto di registro esteso: questa tecnica prevede di costruire una fila di canne "troppo lunga", più estesa cioè della tastiera. Assegnandole più tiranti si possono creare più registri "virtuali". Ad esempio, aggiungendo solo 12 canne al grave di un registro di flauto da 8' si ottiene un registro di flauto da 16' senza bisogno di costruirlo ex novo. L'estensione permette di far suonare bene, su tutta l'estensione, anche un eventuale accoppiamento (vedi oltre).
I registri spezzati sono quelli in cui le canne non seguono la stessa proporzione e logica costruttiva su tutta l'estensione. Spesso ciò è necessario per motivi pratici. Succede ad esempio che registri a canne aperte diventino a canne chiuse (quindi meno ingombranti) nel grave. Al contrario, registri a canne chiuse diventano a canne aperte nell'acuto per evitare canne minuscole, difficili da costruire e da intonare. Questi trucchi, se ben realizzati, risultano quasi impossibili da riconoscere all'ascolto.

### Registri non reali e accessori
L'accoppiamento permette di eseguire automaticamente in parallelo l'ottava superiore o inferiore, rinforzando il suono senza bisogno di nuovi registri reali. Viene denominato "Superottava" o "Subottava".
Esistono registri che danno effetti sonori particolari, come il canto del cucù o dell'usignolo, o percussivi, come il cymbelstern, le campane, il rullo del timpano, il tuono, il glockenspiel, la grancassa, i piatti.
Si parla di registri acustici (o risultanti) quando si sfrutta il fenomeno del terzo suono di Tartini per evitare la costruzione di canne grandi, pesanti e costose; per ottenere l'effetto di un registro da 32' si combinano un registro da 16' (ottava) ed uno da 10 2/3' (quinta). La maggior parte dei registri da 64' sono costruiti secondo questo principio, almeno nell'ottava più grave, combinando un 32' (ottava) ed un 21 1/3' (quinta).
Il tremolo è un registro accessorio assai antico, già conosciuto a Bach e, probabilmente, anche ai suoi predecessori. Esso produce delle fluttuazioni dell'aria che viene immessa nelle canne; l'effetto che produce è gradevole e curioso. Il tremolo di un organo può essere principalmente di due tipi:
- Tremolo a vento perso o forte, dove l'accensione provoca l'apertura di una valvola ad intermittenza la quale lascia fuoriuscire l'aria e quindi crea sbalzi di pressione.
- Tremolo dolce, utilizzato soprattutto per organi positivi. Questo tremolo crea piccoli sbalzi di pressione e quindi è meno forte del precedente.

L'unione è un particolare meccanismo che consente di suonare su una tastiera o sulla pedaliera anche i registri appartenenti agli altri manuali dello strumento.
Il vibrato ("Unda maris", "Vox coelestis" o "Voce umana") si ottiene accoppiando due registri con lo stesso timbro, uno dei quali stonato di qualche Hertz, sfruttando quindi il fenomeno dei battimenti per ottenere un'ondulazione del suono.
La Banda Turca comprende, generalmente due triangoli (di solito in terza), una cassa e i piatti.
La flutta soprani è un registro d'organo presente soprattutto negli organi italiani ottocenteschi, denominato anche "flauto traverso".
Questo tipo di registro è solitamente di 8' e suona solo nei soprani della tastiera, ovvero nella parte acuta. Inoltre, la possiamo trovare di diverse forme, ma tutte sono fabbricate con un'alta percentuale di piombo.

## Classificazione

### In base all'altezza
Dal punto di vista costruttivo e quindi acustico i registri sono misurati in piedi, dove un registro "di otto piedi" (8') dà i suoni all'altezza reale. Questa denominazione deriva storicamente dalla dimensione di una canna aperta che produce il Do più grave della tastiera. Un registro di 16' suonerà all'ottava sotto, mentre un registro di 4' suonerà all'ottava sopra. Altri intervalli richiedono misure intermedie: ad esempio, 2 2/3' ("due piedi e due terzi") darà una dodicesima sopra, 1 3/5' darà la diciassettesima, cioè due ottave e una terza sopra: questi ultimi registri sono suonati sempre in combinazione con altri.

### In base alle caratteristiche delle canne e all'epoca
I registri dell'organo sono divisi in diverse famiglie, a seconda della forma delle canne che li compongono e dell'epoca in cui erano maggiormente in voga.

#### Registri ad anima
I registri ad anima sono formati da file di canne labiali, in cui il suono è prodotto dalla vibrazione della colonna d'aria presente all'interno delle canne stesse. Di conseguenza, il suono è determinato sia dalla lunghezza, sia dalla larghezza della canna. Le canne ad anima si dividono ulteriormente in: canne metalliche (aperte o chiuse) e canne in legno (di nuovo aperte ovvero chiuse).

#### Registri ad ancia
In questo caso il suono è prodotto da una sottile lamina metallica, l'ancia, posta all'interno della base della canna. L'ancia può essere libera di vibrare, producendo un suono dolce e penetrante, oppure può essere costretta a battere contro una parte in metallo, producendo un suono più aggressivo.

#### Registri di mutazione
I registri di mutazione sono quei registri, composti da una o più file di canne, che producono l'armonico (o gli armonici) di una determinata nota. Si suddividono in registri di mutazione semplice e registri di mutazione composta.

#### Registri oscillanti
I registri oscillanti, come dice il nome stesso, non producono un suono fermo, ma emettono caratteristici suoni tremolanti e fluttuanti.

#### Registri violeggianti
Si tratta di quei registri, della famiglia dei registri ad anima, nati per imitare il suono degli strumenti ad arco.